# I Perdenti
I Perdenti (The Losers) è il nome di un gruppo di eroi nei fumetti della DC Comics. Ambientato negli anni della Seconda Guerra Mondiale, i fumetti hanno avuto due versioni principali.
Il team originale dei Perdenti, creato da Robert Kanigher (testi) e Russ Heath (disegni), è apparso per la prima volta nel 1969 all'interno della testata G.I. Combat n° 138.
Dopo la storia introduttiva, in cui erano co-protagonisti in una storia del Carro Stregato (Haunted Tank), i Perdenti ebbero una propria vita editoriale all'interno di Our Fighting Forces, a partire dal # 123 (gennaio-febbraio 1970) fino alla chiusura della pubblicazione col n° 181 (settembre-ottobre 1978).
Di questo periodo si segnalano le cover di Joe Kubert, la sequenza di storie di Jack Kirby (nn. 151-162), la presenza di Alex Toth tra i disegnatori.
Nel 2003 la Vertigo riprese e modificò il gruppo, in un ciclo di storie che durò fino al 2006. Su questa seconda versione si basa anche il film The Losers del 2010, diretto da Sylvain White con Jeffrey Dean Morgan.
Nel 2010 è uscito uno one shot che riprendeva il gruppo originale.

## Il team originale (DC Comics)
I singoli componenti del gruppo avevano già avuto una propria vita editoriale in diverse testate belliche della DC negli anni precedenti: il capitano Johnny Cloud, pilota di origine navajo, era apparso su All-American Men of War dal n° 82 al 115 (1960–1966); Gunner e Sarge lo avevano addirittura preceduto nel n° 67 della stessa testata (marzo 1959) e in seguito apparvero su Our Fighting Forces nella sequenza #45–94 (1959–1965). Il Capitano Storm ebbe una propria serie durata 18 albi (1964-1967). Ona Tomsen, unico membro femminile (appartenente alla Resistenza norvegese) apparve per la prima volta dal n° 135.
In Italia le loro storie sono apparse per la prima volta all'interno de Il Soldato Fantasma dell'Editoriale Corno (1977) che pubblicò una selezione delle loro storie.

## Il nuovo team (Vertigo, 2003-2006)
In epoca più recente, le storie del gruppo sono state pubblicate dall'etichetta dalla Vertigo nel 2003; scritta da Andy Diggle e disegnata da Jock, questa nuova versione è ambientata ai giorni nostri, aggiornando tematiche e personaggi: il gruppo di soldati diventa così un team delle forze speciali che dichiara guerra alla CIA dopo che l'Agenzia ha cercato di "licenziarli" con un attentato.
Andy Diggle riutilizza i concetti di base (situazioni e alchimia tra i personaggi) dell'A-Team, telefilm di culto, incrociandoli con le classiche avventure alla Missione Impossibile: due ispirazioni non rinnegate affatto dal team di autori, ma citate apertamente in un paio di dialoghi. Come accennato, è su questa seconda versione del gruppo che si basa il film The Losers del 2010.

## Personaggi (secondo team)

### The Losers
- Clay - Leader. Caucasico. Indossa costantemente un completo senza cravatta. Meticoloso pianificatore, la mente del gruppo. Il più grande nemico di Max. Si riferiscono a lui come "Colonnello", indicando il suo rango prima della "morte" del team.
- Roque - Afroamericano. Identificato da una larga cicatrice sul lato destro della sua faccia. La sua grande sete di denaro muove la maggioranza delle sue azioni, incluso un eventuale tradimento dei compagni.
- Jensen - Hacker. Caucasico. Esperto di tecnologia e informatica. Caratterizzato da una chioma bionda, un distinguibile "pizzetto" sul mento e da una parlantina senza-freni.
- Cougar - Cecchino. Ispanico. Cacciatore, omosessuale porta sempre un grande cappello da cowboy. Silenzioso e laconico dopo il traumatico incidente in Afghanistan.
- Pooch - Pilota. Afro-americano. Completo da pilota e testa rasata. Può pilotare mezzi su ogni superficie, aria o mare che sia. È l'unico membro del team a essere sposato e ad avere un figlio.
- Aisha - Scheggia impazzita. SudAmericana. Sociopatica. Grande esperienza nelle armi nel combattimento ravvicinato e nell'esplorazione. Caratterizzata da un piercing al sopracciglio e dai capelli raccolti in una coda. Il suo background suggerisce una dura sopravvivenza in Afghanistan, soprattutto contro i soldati sovietici durante la guerra sovietica.

### Altri personaggi
- Max - Un uomo enigmatico che maneggia, come mai nella storia, istituzioni governative segrete militari e di varia influenza. Ha organizzato l'assassinio del padre di Aisha, un commerciante di schiavi e un "warlord" locale e in seguito anche "l'incidente" dei Losers. Gode di un'influenza notevole nella CIA, agenzia in cui prese il famoso soprannome "Max".
- Robert Sanderson - Deputy Director of Operations, CIA. Originariamente assegnato a trattare con i Losers, poco a poco Sanderson realizza le vere motivazioni e identità di Max, inizialmente creduto essere uno spauracchio usato per "portare gli agenti nemici allo scoperto". Sanderson recluta Marvin Stegler per condurre una investigazione clandestina interna all'Agenzia.
- Marvin Stegler - Un agente CIA veterano poi relegato a un semplice lavoro da scrivania. Incrocia frequentemente i Losers a causa della ricerca su Max, in seguito Stegler offrirà al team il supporto dell'Agenzia dopo che Sanderson ritirerà i suoi ordini.

## Pubblicazioni

### Team 2003
Il fumetto aveva cadenza mensile e si è concluso a marzo 2006. L'intero fumetto era diviso in svariati archi narrativi divisi anch'essi nei vari numeri:
- Dead Man's Hand (numero #1) (2003)
- Goliath (numeri #2-6) (2003/2004)
- Downtime (numeri #7-8) (2004)
- Island Life (numeri #9-12) (2004)
- Sheikdown (numeri #13-14) (2004)
- Blowback (numero #15) (2004)
- The Pass (numero #16-19) (2004/2005)
- London Calling (numero #20-22) (2005)
- Anti-heist (numero #23-25) (2005)
- Unamerica (numero #26-28) (2005)
- Endgame (numero #29-32) (2005/2006)

Successivamente la Vertigo ha ripubblicato l'intero fumetto in formato "libro" ristrutturando la divisione degli archi narrativi; questa struttura è stata ripresa poi per l'edizione italiana:
- The Losers Vol.1: Aprire al buio - Ante Up (numeri #1-6, 158 pagine)
- The Losers Vol.2: Rilanciare senza limite - Double Down (numeri #7-12, 144 pagine, con Shawn Martinbrough)
- The Losers Vol.3: Tris di Re - Trifecta (numeri #13-19, 168 pagine, con Nick Dragotta e Alé Garza)
- The Losers Vol.4: Lotta Senza Quartiere - Close Quarters (numeri #20-25, 144 pagine, con Ben Oliver)
- The Losers Vol.5: Fine del gioco - Endgame (numeri #26-32, 168 pagine, con Colin Wilson)

In Italia i primi tre volumi sono stati pubblicati da Magic Press, ma dopo la scissione del contratto da parte di Vertigo, gli ultimi due volumi sono stati pubblicati da Planeta De Agostini.
Da notare come i titoli dei vari archi narrativi, nella versione americana, si rifanno ad elementi e riferimenti della politica e della cultura pop, mentre nella versione italiana, si rifanno (in 4 casi su 5) a terminologie molto vicine ai giochi di carte

## Curiosità
- Nel numero 21, Jensen e Cougar approdano nel particolarissimo Kingdom of Seadonia, una "presa in giro" del Principato di Sealand, micronazione di soli 550 metri quadrati a Sud-est dell'Inghilterra.
- The Loser ha vinto il premio Best New Comic ai National Comics Awards del 2004 .